# Stevanovac
Stevanovac este un sat din comuna Mojkovac, Muntenegru. Conform datelor de la recensământul din 2003, localitatea are 230 de locuitori (la recensământul din 1991 erau 296 de locuitori).

## Demografie
În satul Stevanovac locuiesc 191 de persoane adulte, iar vârsta medie a populației este de 43,3 de ani (40,5 la bărbați și 46,0 la femei). În localitate sunt 69 de gospodării, iar numărul mediu de membri în gospodărie este de 3,32.
Populația localității este foarte eterogenă.
|  |

| Demografie | Demografie | Demografie |
| An         | Locuitori  | Locuitori  |
| ---------- | ---------- | ---------- |
|            |            |            |
|            |            |            |
|            |            |            |
|            |            |            |
| 1948       | 414        |            |
| 1953       | 410        |            |
| 1961       | 403        |            |
| 1971       | 410        |            |
| 1981       | 342        |            |
| 1991       | 296        | 296        |
| 2003       | 242        | 230        |

| \| Componența etnică conform recensământului din 2003[2] \| Componența etnică conform recensământului din 2003[2] \| Componența etnică conform recensământului din 2003[2] \| Componența etnică conform recensământului din 2003[2] \| Componența etnică conform recensământului din 2003[2] \| \| ----------------------------------------------------- \| ----------------------------------------------------- \| ----------------------------------------------------- \| ----------------------------------------------------- \| ----------------------------------------------------- \| \| \| \| \| \| \| \| Muntenegreni \| Muntenegreni \| \| 118 \| 51,3% \| \| Sârbi \| Sârbi \| \| 104 \| 45,21% \| \| Iugoslavi \| Iugoslavi \| \| 1 \| 0,43% \| \| necunoscută \| necunoscută \| \| 0 \| 0% \| |              |  |     |        |
| Componența etnică conform recensământului din 2003 |              |  |     |        |
| |              |  |     |        |
| Muntenegreni | Muntenegreni |  | 118 | 51,3%  |
| Sârbi | Sârbi        |  | 104 | 45,21% |
| Iugoslavi | Iugoslavi    |  | 1   | 0,43%  |
| necunoscută | necunoscută  |  | 0   | 0%     |